# HD 78935
HD 78935，又名BD+73 452，SAO 6792、HR 3645，是一颗恒星，视星等为5.96，位于銀經139.99，銀緯36.14，其B1900.0坐标为赤經9h 5m 50.3s，赤緯+73° 36.14′ 36″。